# Ignaz Lindner
Ignaz Lindner (1777 – 1835) foi um matemático e oficial austríaco.
Foi aluno de Jurij Vega. Foi orientador de Andreas von Ettingshausen, que obteve um doutorado em 1817 na Universidade de Viena. Foi professor de Andreas von Baumgartner.